# الأمير ليوبولد دوق ألباني
الأمير ليوبولد، دوق ألباني واسمه (ليوبولد جورج دونكان) عاش بين (7 إبريل 1853 - 28 مارس 1884م) وكان ثامن أبناء الملكة فيكتوريا والأمير ألبرت عمومًا، والرابع بين الذكور. وأصبح ليوبولد دوقًا لألباني بعد ذلك، وإيرل لكلارنس، وبارونًا لأركلو. وكان مريضًا بسيولة الدم، التي أدت إلى وفاته عند عمر الثلاثين.